# نفوذی (فیلم ۱۳۸۷)
نفوذی فیلمی به کارگردانی احمد کاوری و مهدی فیوضی  محصول سال ۱۳۸۷ است. این فیلم از ۸ دی ۱۳۸۹ اکران خود را با ۱۵ سالن سینما در گروه سینمایی قدس آغاز کرد.
فیلم نفوذی که محصول مشترک سیما فیلم، بنیاد سینمایی فارابی و محراب فیلم است، توانست سیمرغ بلورین بهترین فیلم اول و بهترین فیلم از نگاه تماشاگران بیست و هشتمین جشنواره فیلم فجر را از آن خود کند.
فیلمنامه نفوذی بر اساس خاطرات یک آزاده و با نگاهی به کتاب حکایت زمستان از سعید عاکف توسط داوود امیریان نوشته شده است.

## داستان
داستان زندگی اسیری را روایت می‌کند که بعد از ۲۰ سال به وطن بازگشته است. او وقتی به ایران می‌رسد دستگیر و زندانی می‌شود و این سرآغاز ماجراهای جدیدی است.
سال ۱۳۸۲، فریدون کیان فر همراه با عده‌ای دیگر از اسیران جنگی به جا مانده در عراق، به ایران باز گردانده می‌شوند. دو نفر از نیروهای اطلاعاتی و امنیتی او را به دلیل این که مشهور به جاسوسی، پیوستن به سازمان مجاهدین و نقش داشتن در شهادت عده‌ای از اسیران ایرانی بوده، بازداشت و بازجویی می‌کنند. از سوی دیگر، بدنامی فریدون برای خانواده اش هم از قدیم مشکل درست کرده و حتی ازدواج پسرش فرهاد را تحت الشعاع قرار داده بود. مأموران اطلاعاتی در صحبت با برخی از هم‌بندهای فریدون، از جمله صادق جورابچی که اکنون سرمایه دار است، و نیز داریوش یحیوی که قبلاً در عراق عضو سازمان مجاهدین بوده و بعد توبه کرده گذشته او را جویا می‌شوند. به موازات تیم دو نفره بازجوی فریدون، جانبازی کم بینا به نام ماشاءالله هم وارد حوزه کاری آنها می‌شود و...